# FC Politehnica Timișoara
Az FC Politehnica Timișoara román labdarúgócsapat volt.

## Történet
Az FC Timișoara (régi nevei: FCU Politehnica Știința 1921 Timișoara, Politehnica AEK Timișoara és AEK București) a román első osztályban szereplő labdarúgócsapat, melyet 1921-ben alapítottak egyetemi csapatként, egyidőben a temesvári egyetem alapításával.
A kommunizmus idején a csapat hol az első, hol a másodosztályban szerepelt, hazai bajnokságot sohasem nyert, nemzetközi porondra is csak néhány alkalommal jutott ki, ahol búcsúztatott néhány nagyobb csapatot (Celtic Glasgow, Atlético de Madrid), de igazán komoly sikert nem tudott elérni. A rendszerváltást követően, a csapat az olasz Claudio Zambon tulajdonába került, irányítása alatt 1995-re, visszaesett egészen a IV. osztályba.
2002-ben az AEK București csapata, frissen feljutva az első osztályba, átköltözött Temesvárra, a temesvári egyetemista csapat alapító tanácsával megegyeztek, hogy a bukaresti csapat átveszi annak nevét és csapatszíneit, az új csapat Politehnica AEK Timișoara néven kezdte meg szereplését a román élvonalban.
De Claudio Zambon feljelentést tett a Lausannei székhelyű Sport Döntő Bíróságon, ugyanis azzal, hogy megvette a régi temesvári egyetemista csapatot, azzal egyedüli jogot kapott annak nevének és jelképeinek a használatára, Svájcban az olasz tulajdonosnak adtak igazat, az első osztályú csapatot ezért 2007-ben átnevezték: FCU Politehnica Știința 1921 Timișoara. De a bíróság ezt a nevet nagyon hasonlónak és megtévesztőnek tartotta, ezért kötelezte az első osztályú csapatot nevének megváltoztatására 2008 június 30., mely meg is történt FC Timișoara névre. 2011-ben engedélyt kapott a régi név és a történelmi eredmények használatára.
Szurkolói egyesülete a Commando Viola Ultra Curva Sud (röviden CVUCS).

## Eredmények

### Liga I
- Ezüstérmes (1): 2008-09
- Bronzérmes (5): 1950, 1956, 1957-58, 1962-63, 1977-78

### Román kupa
- Aranyérmes (2): 1957-58, 1979-80
- Ezüstérmes (5): 1973-74, 1980-81, 1982-83, 1991-92, 2006-07

## Külső hivatkozások
- Hivatalos honlap